# Ferrovia Rodolfiana
La ferrovia Rodolfiana (in tedesco, Rudolfsbahn) è una storica linea ferroviaria austriaca, percorrente in parte un tratto in territorio italiano, che collega Sankt Valentin, sulla Westbahn, a Tarvisio.
La linea è gestita dalle Österreichische Bundesbahnen, ad eccezione della sezione in territorio italiano, di competenza di Rete Ferroviaria Italiana, mentre l'esercizio e il servizio passeggeri sono di competenza delle ferrovie austriache.
Due sezioni di questa linea, la Sankt Michael – Sankt Veit an der Glan e la Villaco (Villach) – Tarvisio, sono utilizzate dalla direttrice internazionale Vienna-Tarvisio – Venezia.

## Storia

### Progetti
Le origini della Rudolfiana si possono far risalire agli anni cinquanta del XIX secolo, quando il governo imperiale austriaco si era mostrato propenso a dotare le regioni di Alta Austria, Stiria e Carinzia di un collegamento ferroviario che soddisfacesse anche il desiderio di migliorare i collegamenti fra Vienna e Venezia, a quel tempo capitale del regno Lombardo-Veneto, e tra Praga e Trieste.
L'11 dicembre 1864 si costituì a Klagenfurt il comitato promotore di una linea ferroviaria che avrebbe dovuto unire l'area del Danubio a quella del Mare Adriatico e che naturalmente sarebbe passata per il centro carinziano. Il comitato era retto da Jakob Kompass, viceborgomastro di Steyr, che negli anni precedenti si era mosso a favore di una linea ferroviaria che collegasse Wels, sulla Westbahn, a Bruck an der Mur, sulla Meridionale.
Nell'estate del 1865, il comitato presentò domanda per l'ottenimento del Privilegio il quale fu ottenuto l'11 novembre dell'anno successivo. La concessione era di durata novantennale e prevedeva di costruire una lunga linea ferroviaria che avrebbe collegato Sankt Valentin a Villaco passando per Steyr, Rottenmann, Sankt Michael in Obersteiermark, Judenburg e Sankt Veit an der Glan. Si prevedeva inoltre di costruire alcune linee ferroviarie secondarie che si sarebbero allacciate a quella principale: la Amstetten – Kleinreifling, la Mösel – Launsdorf e la Sankt Veit an der Glan – Klagenfurt. L'impresa fu dedicata al Principe Ereditario Rodolfo d'Asburgo-Lorena, da cui proviene il nome di Rudolfiana con la quale si denominano sia la linea principale sia tutte le altre linee costruite negli anni successivi dalla società che si prese in carico l'opera.

### Costruzione
Grazie al sostegno del capitale della Anglo-österreichischen Bank, il 20 luglio 1867 fu costituita la Kaiserlich-königliche privilegierte Kronprinz Rudolf-Bahn Gesellschaft (KRB), ovverosia Imperial Regia società privilegiata della ferrovia del Principe ereditario Rodolfo che rilevò la concessione della linea e diede inizio ai lavori.
Il 15 agosto 1868 fu aperto all'esercizio il primo tronco della strada ferrata, tra Sankt Valentin e Steyr, a cui fece seguito l'apertura della sezione Sankt Michael – Villaco, avvenuta il 19 ottobre.
Nel 1869 si aprirono in successione i tronchi Steyr – Kastenreith e Rottenmann – Sankt Michael, mentre per quanto riguarda le linee secondarie si avviarono all'esercizio la linea per Klagenfurt e quella per Mösel. Nel medesimo anno, la KRB ottenne la concessione della Tarvisio – Lubiana che fu completata l'anno successivo.
Nel 1871, la società concessionaria ottenne il Privilegio di prolungare la linea fino a Tarvisio innestandosi su quella per Lubiana così da completare un percorso ferroviario fra Praga e Trieste che utilizzasse per la maggior parte linee della KRB. Nel 1872 fu aperta la linea secondaria fra Amstetten e Kleinreifling e fu aperto il tronco Kastenreith – Rottenmann; l'anno seguente fu la volta del tratto tra Villaco e Tarvisio: la linea era quindi completata.

### La nazionalizzazione
Dopo i primi anni d'attività, la società ebbe dei problemi finanziari dovuti principalmente a due motivi. Una delle premesse che avevano portato alla richiesta di concessione, poneva come condizione che la ferrovia stessa avrebbe aiutato la crescita delle industrie metallurgiche austriache nelle zone attraversate. Nella realtà, queste erano di dimensioni tali da non poter garantire quel volume di traffico che si era preventivato. In secondo luogo, le aree industriali boeme continuavano a preferire il porto di Amburgo a quello di Trieste facendo venire a mancare un'altra possibile fonte di reddito.
Nel 1880, le linee della KRB, tra cui la Rudolfiana e succedanee, furono esercite dallo Stato austriaco per conto della società concessionaria. Nel 1884, invece, vi fu il riscatto completo e il passaggio alle ferrovie imperiali (KkStB).
La nuova società procedette ad ammodernare la rete, ad esempio sostituendo i ponti in legno con quelli in metallo, adottando una colorazione verde che divenne negli anni elemento distintivo della compagnia.
Nel 1906 furono aperte dalla KkStB la Jesenice – Trieste (in tedesco Wocheinerbahn) e la ferrovia delle Caravanche, mentre nel 1909 fu la volta di quella dei Tauri. Queste ferrovie facevano parte della progetto Transalpina: unite alla Rudolfiana, permisero allo Stato austriaco di collegare efficacemente il porto di Trieste con il resto dell'Impero. La Rudolfiana fu coinvolta nel processo: nel 1912 fu raddoppiato il tratto tra Sankt Michael in Obersteiermark e Sankt Veit an der Glan e fu modificato il nodo presso quest'ultima cittadina. Lo scopo dei lavori era quello di favorire l'instradamento dei convogli tra Vienna e Klagenfurt, e da lì a Jesenice e Trieste, tramutando il ramo secondario tra Sankt Veit an der Glan e il capoluogo cariziano in una parte della linea delle Caravanche.
Poiché la Wocheinerbahn fu aperta all'esercizio due mesi prima di quella delle Caravanche, durante questo breve periodo di tempo il traffico della relazione Transalpina seguì il percorso Villaco-Tarvisio-Jesenice.

### Dopo la prima guerra mondiale
A seguito del Trattato di Saint-Germain-en-Laye (1919), la città di Tarvisio entrò a far parte del territorio italiano. La Rudolfiana fu quindi divisa fra Italia e Austria all'altezza del valico di Thörl-Maglern, ma, dato che la stazione di Tarvisio Sobborghi divenne stazione internazionale, l'esercizio del traffico lungo il tronco italiano fu esercito dalle ferrovie austriache.
Dopo l'Anschluss (1938) si propose il raddoppio della Selzthal – Sankt Michael. A causa della seconda guerra mondiale e della successiva istituzione della cortina di ferro che chiudeva alla linea i commerci con il bacino industriale della Boemia, il progetto fu procrastinato e realizzato gradatamente; l'intero raddoppio fu portato a termine solo nel 1996 mentre l'elettrificazione della sezione risale al 1964. Agli inizi degli anni settanta fu elettrificato anche il tronco Sankt Valentin – Selzthal; il resto della linea è stato elettrificato nel 1977.

## Caratteristiche
| Continuation backward |

| Station on track |

|  | Unknown route-map component "ABZgl" | Unknown route-map component "CONTfq" |

| Stop on track |

| Station on track |

| Unknown route-map component "KINTaq" | Unknown route-map component "ABZgr" |  |

| Stop on track |

| Station on track |

| Unknown route-map component "STR+GRZq" |

| Interchange on track |

| Stop on track |

| Unknown route-map component "CONTr+f" | Straight track |  |

| Unknown route-map component "KBHFxe" | Station on track |  |

| Unknown route-map component "exSTR" | Unknown route-map component "hKRZWae" |  |

| Unknown route-map component "exSTR" | Station on track |  |

| Unknown route-map component "exSTRl" | Unknown route-map component "eABZgr" |  |

| Stop on track |

| Station on track |

| Stop on track |

| Station on track |

| Stop on track |

| Stop on track |

| Station on track |

| Stop on track |

| Stop on track |

| Stop on track |

|  | Non-passenger station/depot on track | Unknown route-map component "CONTl+f" |

|  | Enter and exit tunnel | Unknown route-map component "hKRZWae" |

|  | Unknown route-map component "HST-L" | Unknown route-map component "HST-R" |

|  | Unknown route-map component "KRWg+l" | Unknown route-map component "KRWr" |

| Small non-passenger station on track |

| Station on track |

| Enter and exit tunnel |

| Non-passenger station/depot on track |

| Enter and exit short tunnel |

| Unknown route-map component "STR+GRZq" |

| Station on track |

| Enter and exit short tunnel |

| Enter and exit short tunnel |

| Enter and exit short tunnel |

| Station on track |

| Enter and exit short tunnel |

| Enter and exit short tunnel |

| Unknown route-map component "hbKRZWae" |

| Station on track |

| Enter and exit short tunnel |

| Enter and exit short tunnel |

|  | Unknown route-map component "ABZg+l" | Unknown route-map component "CONTfq" |

| Station on track |

| Enter and exit short tunnel |

| Enter and exit short tunnel |

| Enter and exit short tunnel |

| Unknown route-map component "hbKRZWae" |

| Unknown route-map component "eHST" |

| Station on track |

| Stop on track |

| Enter and exit tunnel |

| Small non-passenger station on track |

| Station on track |

| Station on track |

| Unknown route-map component "CONTgq" | Unknown route-map component "ABZg+r" |  |

| Non-passenger station/depot on track |

| Station on track |

| Unknown route-map component "CONTgq" | Unknown route-map component "ABZgr" |  |

| Non-passenger station/depot on track |

| Stop on track |

| Non-passenger station/depot on track |

| Unknown route-map component "eHST" |

| Station on track |

| Station on track |

| Enter and exit tunnel |

| Small non-passenger station on track |

| Station on track |

| Enter and exit tunnel |

| Station on track |

| Station on track |

| Stop on track |

| Station on track |

| Unknown route-map component "eHST" |

| Station on track |

|  | Junction both to and from left | Unknown route-map component "CONTfq" |

| Stop on track |

| Stop on track |

| Stop on track |

| Unknown route-map component "hbKRZWae" |

| Station on track |

| Stop on track |

| Station on track |

| Unknown route-map component "CONTgq" | Unknown route-map component "ABZgr" |  |

|  | Unknown route-map component "ABZgl" | Unknown route-map component "CONTfq" |

| Station on track |

| Station on track |

| Stop on track |

| Unknown route-map component "d" | Unknown route-map component "vBHF-KBHFa" |

| Unknown route-map component "CONTgq" | Unknown route-map component "vSTRo-STRr" | Unknown route-map component "d" |

| Unknown route-map component "hbKRZWae" |

| Station on track |

| Stop on track |

| Station on track |

| Enter and exit tunnel |

| Unknown route-map component "eHST" |

| Unknown route-map component "STR+GRZq" |

| Station on track |

| Stop on track |

| Station on track |

| Stop on track |

| Unknown route-map component "eHST" |

| Stop on track |

| Unknown route-map component "eHST" |

|  | Unknown route-map component "ABZg+l" | Unknown route-map component "CONTfq" |

| Station on track |

| Unknown route-map component "BS2+l" | Unknown route-map component "eBS2+r" |

| Stop on track | Unknown route-map component "exSTR" |

| Unknown route-map component "d" | Straight track | Unknown route-map component "xABZg+l" | Unknown route-map component "dCONTfq" |

| Straight track | Stop on track |

| Straight track | Non-passenger station/depot on track |

| Station on track | Straight track |

| Unknown route-map component "bvvWSLglr" |

| Station on track |

| Unknown route-map component "KMW" |

| 329+046 |
| 329+706 |

| Unknown route-map component "eHST" |

| Stop on track |

| Non-passenger station/depot on track |

| Stop on track |

| Station on track |

| Stop on track |

| Station on track |

| Station on track |

| Stop on track |

| Station on track |

| Station on track |

| Stop on track |

| Station on track |

| Stop on track |

| Station on track |

| Stop on track |

| Non-passenger station/depot on track |

|  | Unknown route-map component "ABZg+l" | Unknown route-map component "CONTfq" |

| Unknown route-map component "SPLa" |

| Unknown route-map component "vSTR-DST" |

| Unknown route-map component "vSTR-BHF" |

| Unknown route-map component "vÜWBl+l" |

| Unknown route-map component "cCONTgq" | Unknown route-map component "SPLaq" | Unknown route-map component "STR+ro-STRr" + Unknown route-map component "STR~L" | Unknown route-map component "STR~R" | Unknown route-map component "cd" |

| Unknown route-map component "SPLe" + Unknown route-map component "lBST" |

| Unknown route-map component "hbKRZWae" |

| Station on track |

| Stop on track |

| Unknown route-map component "STR+l" | Unknown route-map component "KRZulr+lr" | Unknown route-map component "CONTfq" |

| Straight track | Unknown route-map component "eHST2" | Unknown route-map component "STRc3" |

| Unknown route-map component "YRDa" | Unknown route-map component "STRc1" | Unknown route-map component "STR+4" |

| Unknown route-map component "YRDe" |  | Station on track |

| Unknown route-map component "STR2" | Unknown route-map component "KINTaq" + Unknown route-map component "STRc23" | Unknown route-map component "ABZ3r" |

| Unknown route-map component "STRc1" | Unknown route-map component "WYE+14" | Unknown route-map component "STRc4" |

| Stop on track |

| Stop on track |

| Station on track |

| Unknown route-map component "CONTgq" | Unknown route-map component "ABZgr" |  |

| Station on track |

| Unknown route-map component "GRZq" | Unknown route-map component "GRZq" + Restricted border on track | Unknown route-map component "GRZq" |

| 401+045 |
| 94+250  |

| Unknown route-map component "exSTRc2" | Unknown route-map component "eABZg3" |  |

| Unknown route-map component "exSTR+1" | Unknown route-map component "tSTRa" + Unknown route-map component "exSTRc4" |  |

| Unknown route-map component "exSTR" | Unknown route-map component "tSTRe" |  |

| Unknown route-map component "exTUNNEL2" | Straight track |  |

| Unknown route-map component "exTUNNEL2" | Straight track |  |

| Unknown route-map component "exSTR" | Unknown route-map component "eABZg+l" | Unknown route-map component "exCONTfq" |

| Unknown route-map component "exSTR" | Unknown route-map component "BHF+GRZq" |  |

| Unknown route-map component "exBHF" + Unknown route-map component "exGRZq" | Straight track |  |

| Unknown route-map component "exABZgl+l" | Unknown route-map component "eABZgr" |  |

| Unknown route-map component "exCONTr+g" | Unknown route-map component "eBHF" |  |

| Continuation forward |

| Continuation backward |

| Station on track |

| Small non-passenger station on track |

| 127+287 |
| 2+730   |

| Unknown route-map component "CONTgq" | Unknown route-map component "ABZgr" |  |

| Stop on track |

| Unknown route-map component "KINTaq" | Unknown route-map component "ABZgr" |  |

| Unknown route-map component "hbKRZWae" |

| Station on track |

| Unknown route-map component "KINTaq" | Unknown route-map component "ABZgr" |  |

| Stop on track |

|  | Unknown route-map component "ABZg+l" | Unknown route-map component "ENDEeq" |

| Station on track |

| Stop on track |

| Stop on track |

| Stop on track |

|  | Station on track | Head station |

|  | Stop on track | Stop on track |

|  | Straight track | Unknown route-map component "CONTl+g" |

| Unknown route-map component "STR+GRZq" |

| Non-passenger station/depot on track |

| Stop on track |

| Stop on track |

| Station on track |

| Unknown route-map component "CONTr+f" | Unknown route-map component "hKRZWae" |  |

| Unknown route-map component "HST-L" | Unknown route-map component "HST-R" |  |

| 43+693 |
| 63+793 |

| Unknown route-map component "KRWl" | Unknown route-map component "KRWg+r" |  |

| Small non-passenger station on track |

| Continuation forward |

La linea ferroviaria è scartamento ordinario da 1435 mm, elettrificato a corrente alternata da 15 000 volt. È a singolo binario tra Sankt Valentin e il bivio Selzthal-Nord e tra Sankt Veit an der Glan e Villaco, mentre tra Selzthal e Sankt Veit e tra Villaco e Tarvisio si presenta a doppio binario.

## Percorso
Le sezioni Villaco – Tarvisio e Sankt Michael in Obersteiermark – Sankt Veit an der Glan fanno parte dell'itinerario internazionale della Vienna – Tarvisio – Venezia.
Le restanti sezioni sono impiegate per il traffico prettamente locale. La sezione Sankt Valentin – Selzthal è inoltre utilizzata come tracciato alternativo alla linea ferroviaria tra Linz e Selzthal (Pyhrnbahn), in quanto di modesta acclività.
La tratta Villaco – Tarvisio è inoltre coperta da due coppie di corse giornaliere del Micotra, espletato da una collaborazione fra la ÖBB e la Società Ferrovie Udine-Cividale.
La stazione di Sankt Veit an der Glan è stata aperta nel 1912, a seguito dei lavori necessari al miglioramento dei collegamenti tra Vienna e la ferrovia Transalpina. Prima di quell'anno, la stazione di Sankt Veit an der Glan-West ebbe la denominazione di Sankt Veit an der Glan.
Dal 2001, Thörl-Maglern è chiusa al servizio passeggeri. 
Sul tratto tra Selzthal e Weißenbach-St Gallen dal 6 settembre 2009, i servizi passeggeri sono stati interrotti, ad eccezione di una coppia di treni il sabato, la domenica e nei giorni festivi, poiché l'ÖBB considerava la linea non più economica per il traffico passeggeri. È stato istituito un servizio sostitutivo con autobus pubblici.

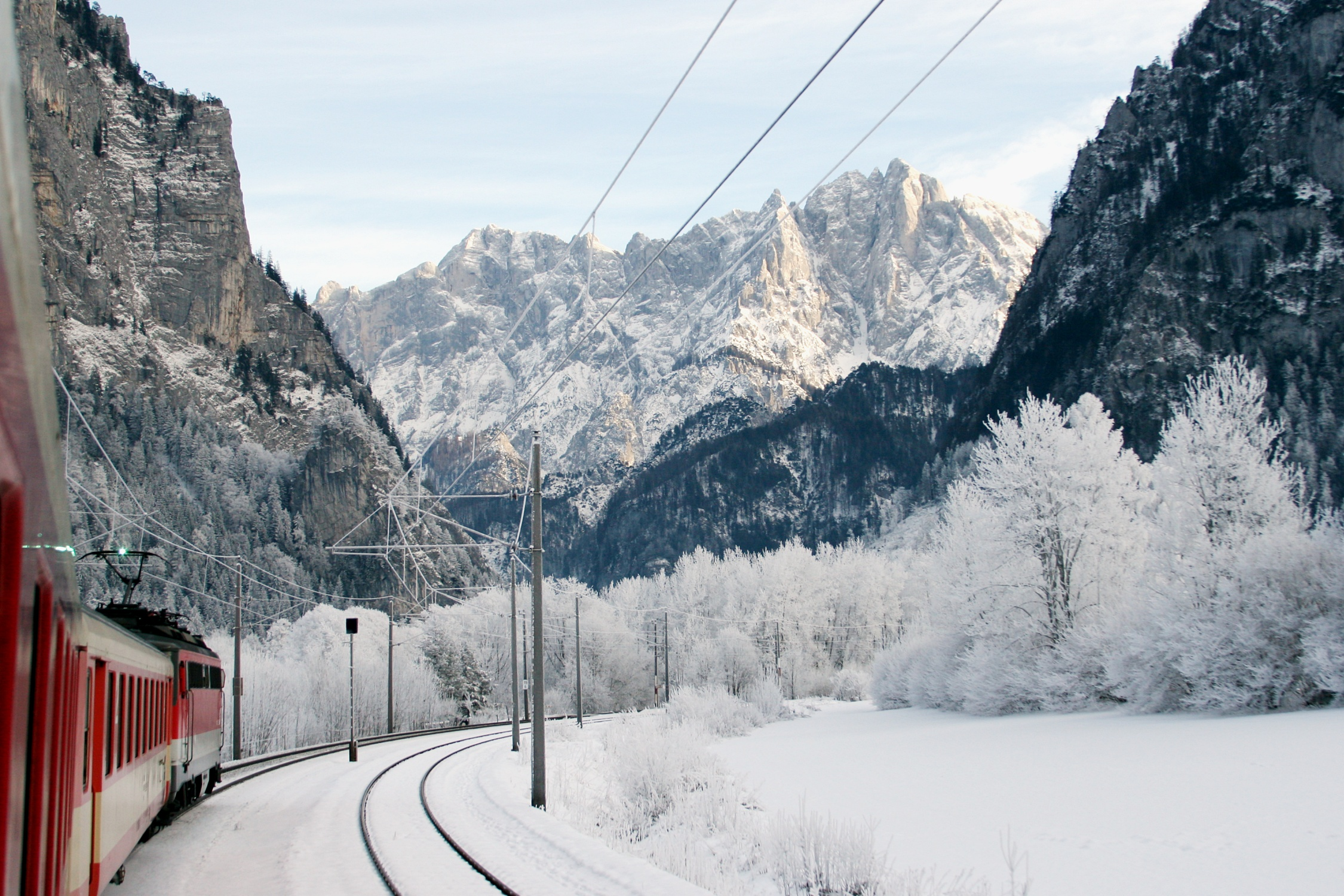
Panoramica invernale dalla stazione di Gesäuse Eingang